# 現存天守

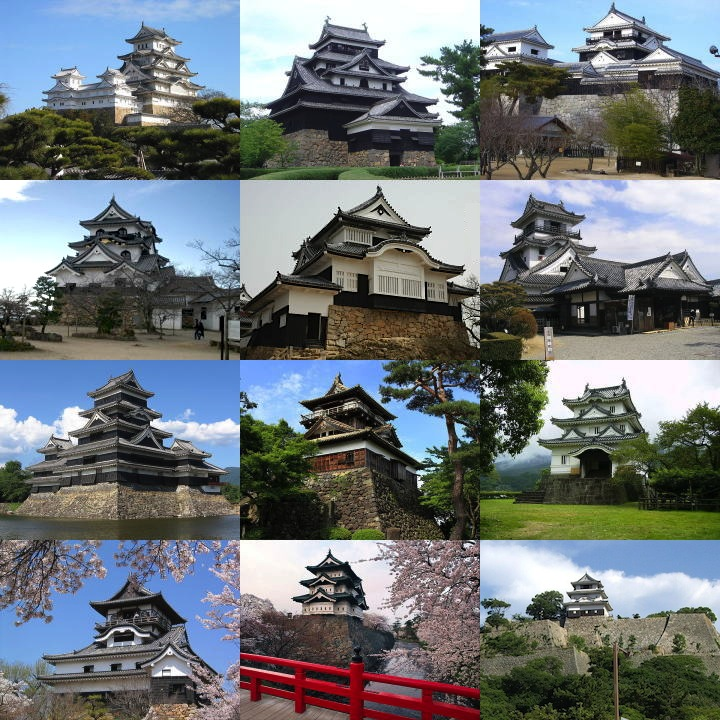
現存12天守

現存天守（げんそんてんしゅ）とは、日本の城の天守のうち、江戸時代またはそれ以前に建設され、現代まで保存されている天守のことである。12の天守が現存している。これ以外に存在する天守には、復元天守、復興天守、模擬天守がある。

## 概要

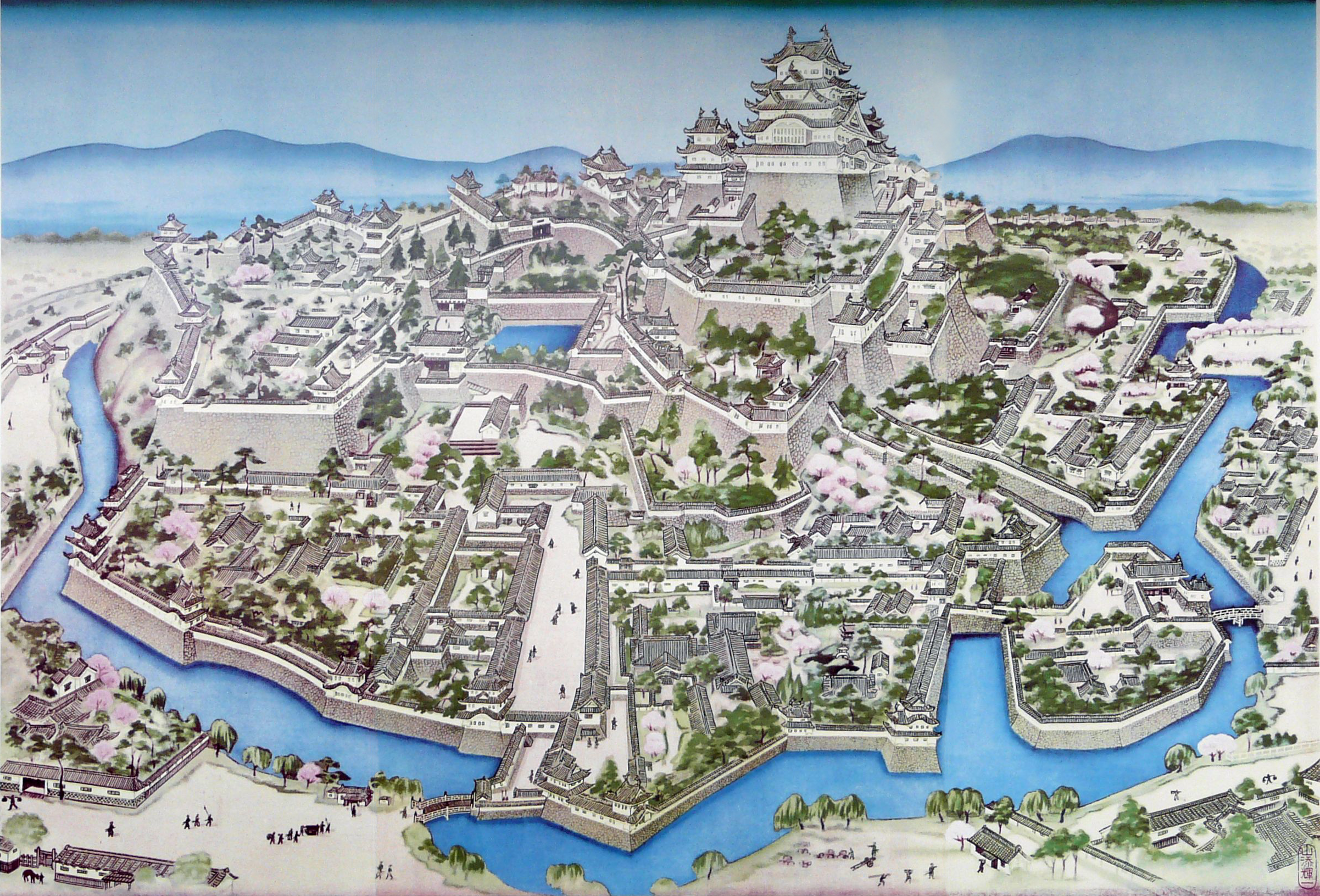
姫路城鳥瞰図

現存天守は必ずしも創建当時の建物をそのまま保存されているものということではなく、
- 修復などを繰り返しつつ、ほぼ創建当時のままを維持してきたもの（姫路城・彦根城）
- 現存天守が在籍していた城が存城であった当時に再建、改築されたものがほぼそのまま残っているもの（犬山城・松本城・高知城・松江城など）
- 付属する一部の建物を焼失または改築されたもの（宇和島城）
- 明治維新以降に保存されるまでの経緯で付属する建物を撤去、または損失したことにより主に主体のみが保存されることになったもの（備中松山城・松山城・弘前城・丸亀城など）
- 損失したが遺材を組み直して再建されたもの（丸岡城）

などである。またこの括りには存城当時、御三階櫓などと呼ばれていた櫓で「事実上の天守」も含まれている。また、西ヶ谷恭弘のように熊本城宇土櫓と大洲城台所櫓・高欄櫓を小天守と位置づけて現存天守とすることもある。

## 経緯
城の象徴である天守は織田信長に始まったともいわれ、慶長5年（1600年）の関ヶ原の戦い前後に築城の最盛期を迎えるが、慶長20年（1615年）の江戸幕府の一国一城令の発令による破却で城郭の数は減少するとともに、武家諸法度により新たな築城や増改築は禁止された。また、江戸時代を通じて災害などによる焼失や倒壊によって、その後は再建されなかった天守もあったため（江戸城・大坂城など）、その数は減少の一途であった。しかも、幕末から明治にかけての戦乱や明治政府の廃城令に伴う撤去、また天災などにより、更に失われた。
1940年代までは20城の天守が現存し、戦前・敗戦直後までは国宝保存法で国宝などの文化財に指定され現存天守と呼ばれていた。これらのうち1945年（昭和20年）に第二次世界大戦でのアメリカ軍による空襲によって水戸城・大垣城・名古屋城・和歌山城・岡山城・福山城・広島城の7城の天守が焼失又は倒壊し、1949年（昭和24年）に失火によって松前城天守が焼失した。現在、文化財として見ることができる天守は主に残る12城の天守のみとなっており、現存12天守と総称される。

## 現存12天守
|  |

|  |

|  |

|  |

|  |

|  |

|  |

|  |

|  |

|  |

|  |

|  |

経緯で述べられているように、20か所の現存天守の内8か所の天守が1940年代に焼失又は倒壊したため、現在は12か所の天守が現存する。いずれも文化財保護法に基づいて重要文化財に指定され、更にこの内五つの天守は国宝に指定されている古建築である。この国宝に指定されている松本城、犬山城、彦根城、姫路城、松江城の五つの天守は「国宝五城」と呼ばれ（国宝城郭都市観光協議会による名称）、これに対し残る七つの天守を「重文七城」と呼ばれることがある（2015年7月8日に松江城天守が国宝指定される前は、それぞれ「国宝四城」「重文八城」と呼ばれていた）。
これらは一般的に近現代に再建された天守とを比較して「本物の城（天守）」などと言われることがある。これらの維持・保存には、文化庁の指導のもと釘一本に至るまで伝統的な城郭建築の技法を求められるため、多額の経費が必要である。なお、ちょうど12城あるため、カレンダーの背景に使われることもある。
※以下にそれぞれの天守の概要を挙げる。詳細についてはそれぞれの城の記事を参照のこと。順序は日本100名城に従い、代表紋章は全国城郭管理者協議会による。また、親藩・譜代・外様は明治維新時の区別で、石高は1863年（文久3年）の幕府調べによる。天守の建造年は、現在見られる建物が建造された年を示す。それ以前の建物の建造年や構造についてはそれぞれの城の記事を参照のこと。

### 弘前城
- 青森県弘前市

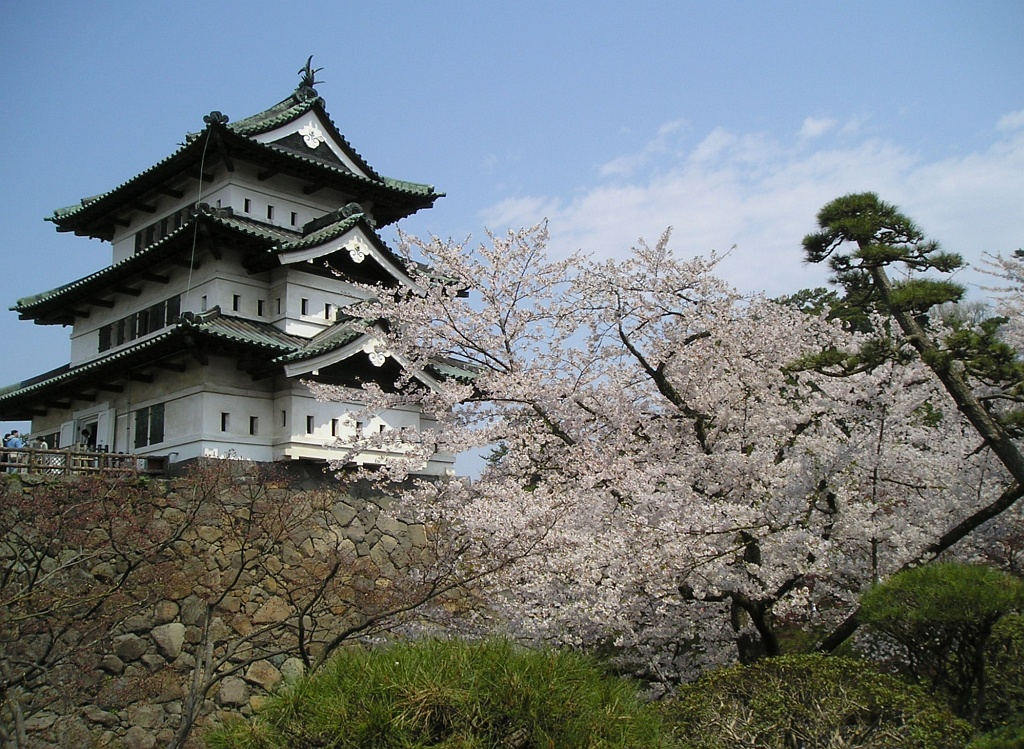
弘前城天守

津軽牡丹

- 1611年（慶長16年）築城 - 1871年（明治4年）廃城
- 天守建造年：1810年（文化7年）
- 大名分類：外様 石高：10万石
- 築城者：津軽為信、津軽信枚
- 主な改修者：津軽寧親
- 代表紋章：「津軽牡丹（つがるぼたん）」
- 文化財指定：史跡、重要文化財9棟
- その他指定：日本さくら名所100選、日本の歴史公園100選、日本100名城（4番）、美しい日本の歴史的風土100選

独立式層塔型3重3階の天守で、現在の現存天守の中では日本最北かつ最東端の地にある。1627年（寛永4年）に落雷により天守を焼失した後、1810年（文化7年）に幕府にはばかって名目上櫓として3重3階層塔型構造で新築したもので、「御三階櫓」と名付けられた。城外側にあたる東・南面には切妻破風を2重に重ねて出窓や出張を設け、窓の代わりに矢狭間を用いた構えであるが、城内側にあたる西・北面には天守建築の特徴の一つである破風がなく、連続した窓があけられている。また、凍結に対応するために鯱や屋根は銅瓦（木型の上に銅板を貼り付けているもの）が用いられている。

### 松本城
- 長野県松本市

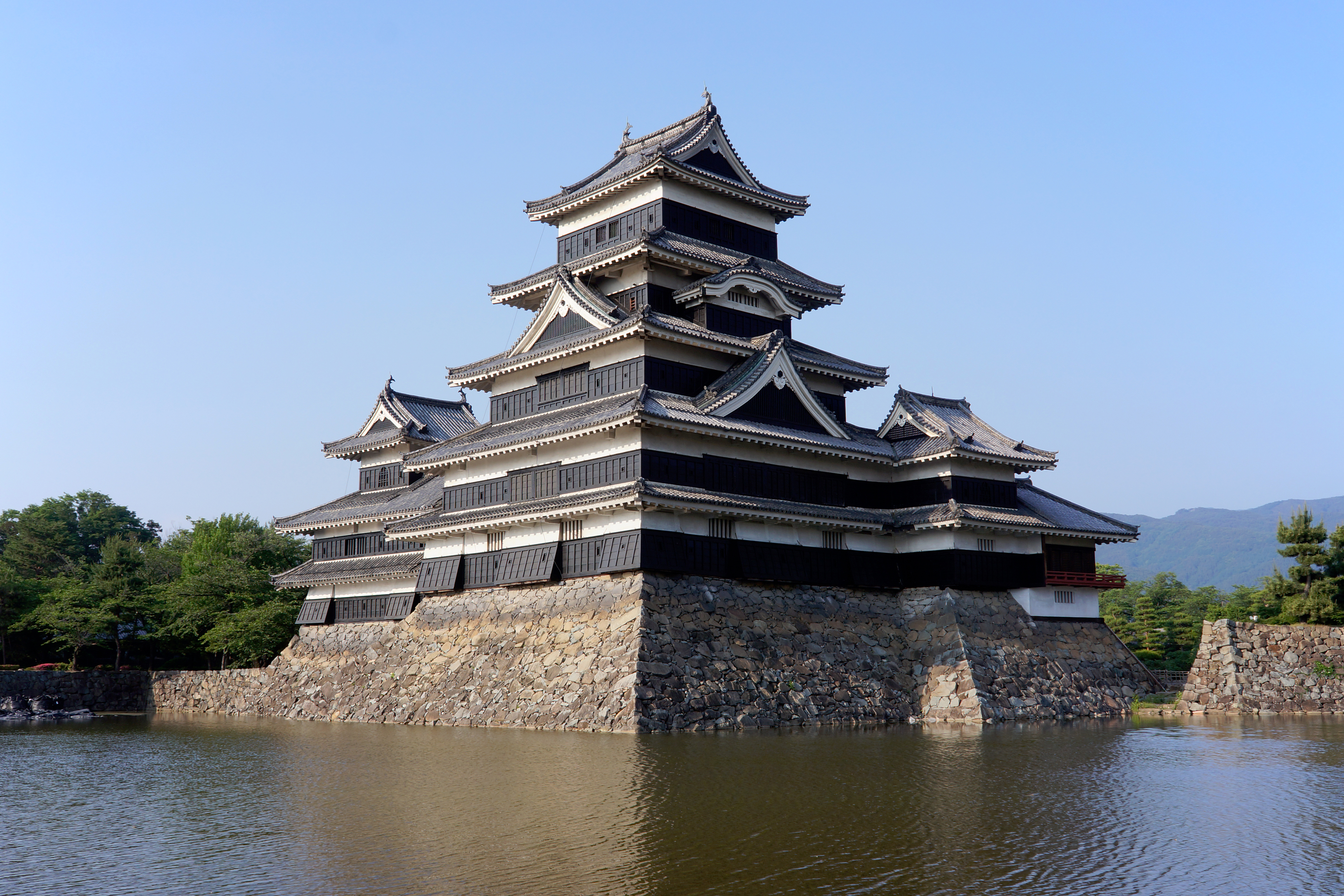
松本城天守

笹竜胆

- 1593年（文禄2年）- 1594年（文禄3年）築城 - 1871年（明治4年）廃城
- 天守建造年：大天守は1615年（慶長20年）[2]。乾小天守は1591年（天正19年） - 1592年（文禄元年）建造という説がある[3]。
- 大名分類：譜代 石高：6万石
- 築城者：石川数正、石川康長
- 主な改修者：松平直政
- 代表紋章：「笹竜胆（ささりんどう）」
- 文化財指定：史跡、国宝5棟
- その他指定：日本の歴史公園100選、日本100名城（29番）美しい日本の歴史的風土100選

層塔型5重6階の大天守と3重4階の乾小天守、2重の辰巳附櫓と月見櫓を付属させた複合連結式の天守で、「現存12天守」の中では唯一平城の天守である。破風が少なく、黒塗りの下見板がめぐらされているため、漆黒で簡素な外観であるが、複合連結式であるため見る角度によって異なる印象の意匠を見ることができる。

### 丸岡城
- 福井県坂井市

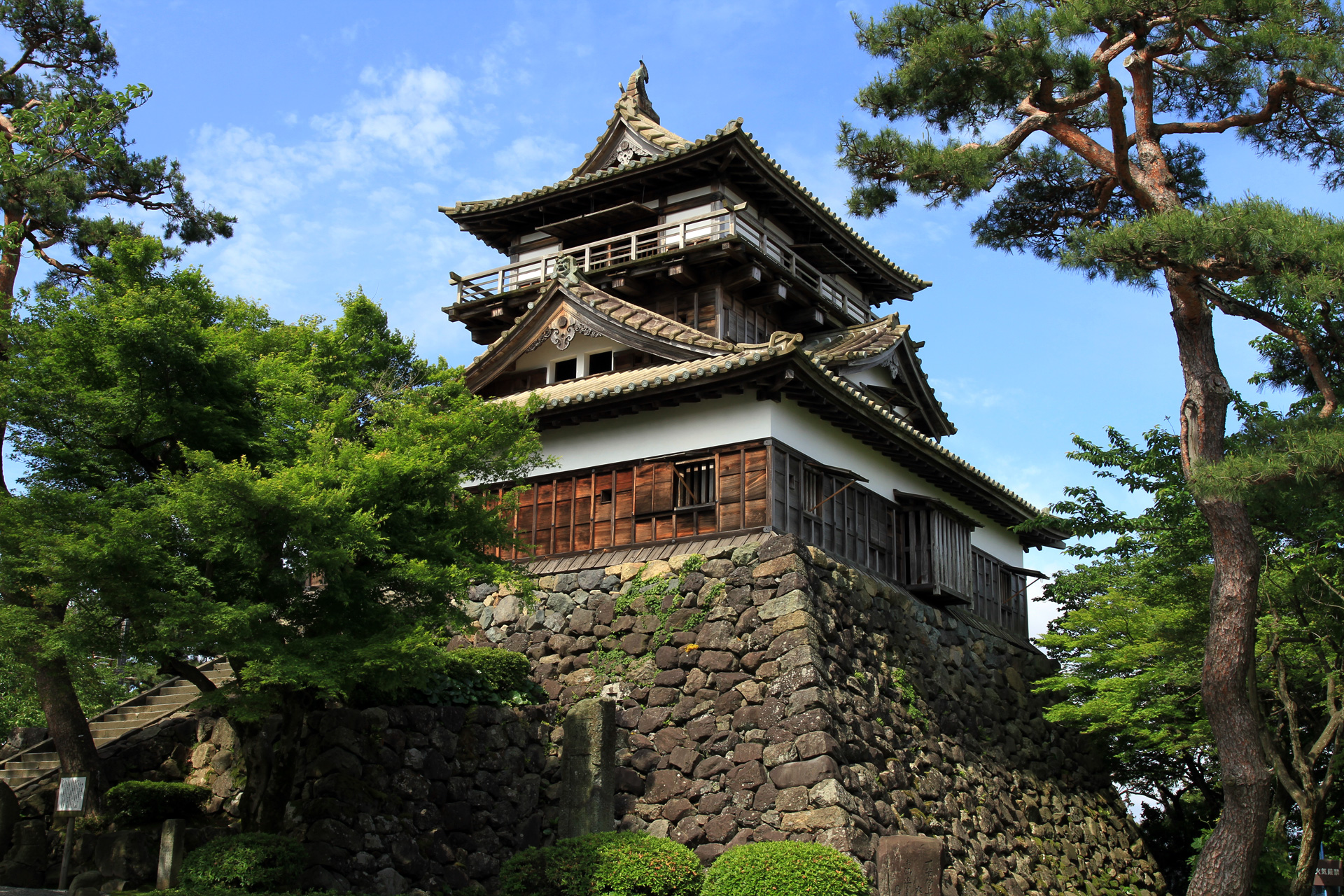
丸岡城天守

五瓜に剣唐花

- 1576年（天正4年）築城 - 1871年（明治4年）廃城
- 天守建造年：寛永年間（1624年-1644年）
- 大名分類：外様 石高：5万石
- 築城者：柴田勝豊
- 主な改修者：不明
- 代表紋章：「五瓜に剣唐花（ごかにけんからはな）」
- 文化財指定：重要文化財1棟
- その他指定：日本さくら名所100選、日本の歴史公園100選、日本100名城（36番）

独立式望楼型2重3階の天守で、最古の現存天守とする説もある。1948年（昭和23年）の福井地震により倒壊したが、元の古材を80パーセント近く使用して1955年（昭和30年）に再建された。飾り外廻縁と高欄を有し、「現存12天守」の中では採光がよく室内が明るい点や、凍結で割れてしまう粘土瓦の代わりに石瓦が葺かれている（石の鯱も展示）ことなどの特徴がある。

### 犬山城
- 愛知県犬山市

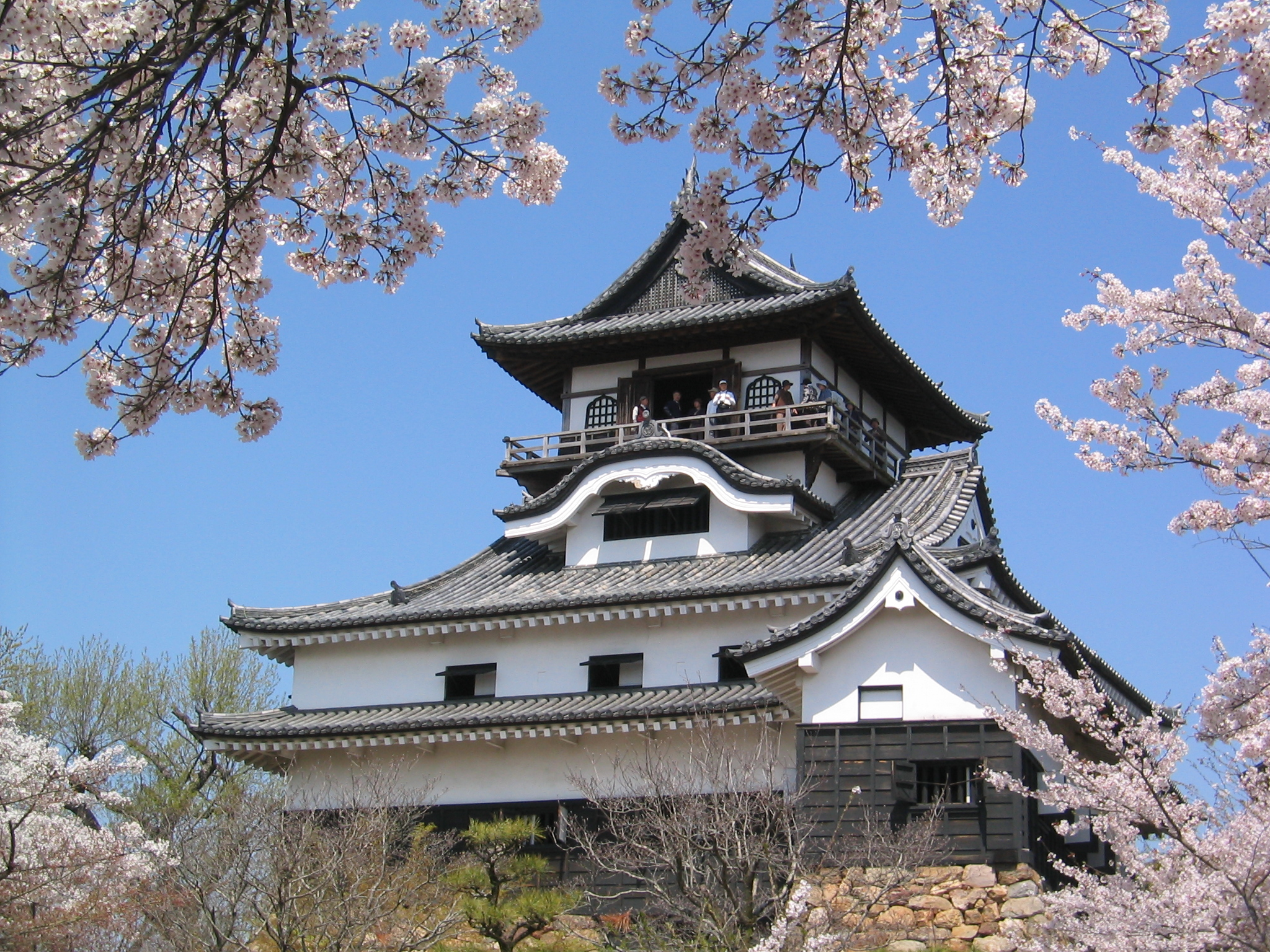
犬山城天守

丸に酢漿草

- 1469年（文明元年）築城 - 1871年（明治4年）廃城
- 天守建造年：1601年（慶長6年）
- 大名分類：譜代 石高：3万5000石
- 築城者：織田広近
- 主な改修者：織田信康
- 代表紋章：「丸に酢漿草（まるにかたばみ）」
- 文化財指定：国宝1棟
- その他指定：日本100名城（43番）、美しい日本の歴史的風土100選

複合式望楼型3重4階地下2階の天守で、大入母屋屋根の建築の上に外廻縁側を突出させた小規模な望楼を上げた形状は丸岡城天守と同様である。この天守は最上階に実用的な外廻縁と高欄が付けられ、華頭窓も付けられているが、実際は窓ではなく装飾である。小屋裏となる3階にも唐破風出窓を設けるなどの採光が考慮されている。

### 彦根城
- 滋賀県彦根市

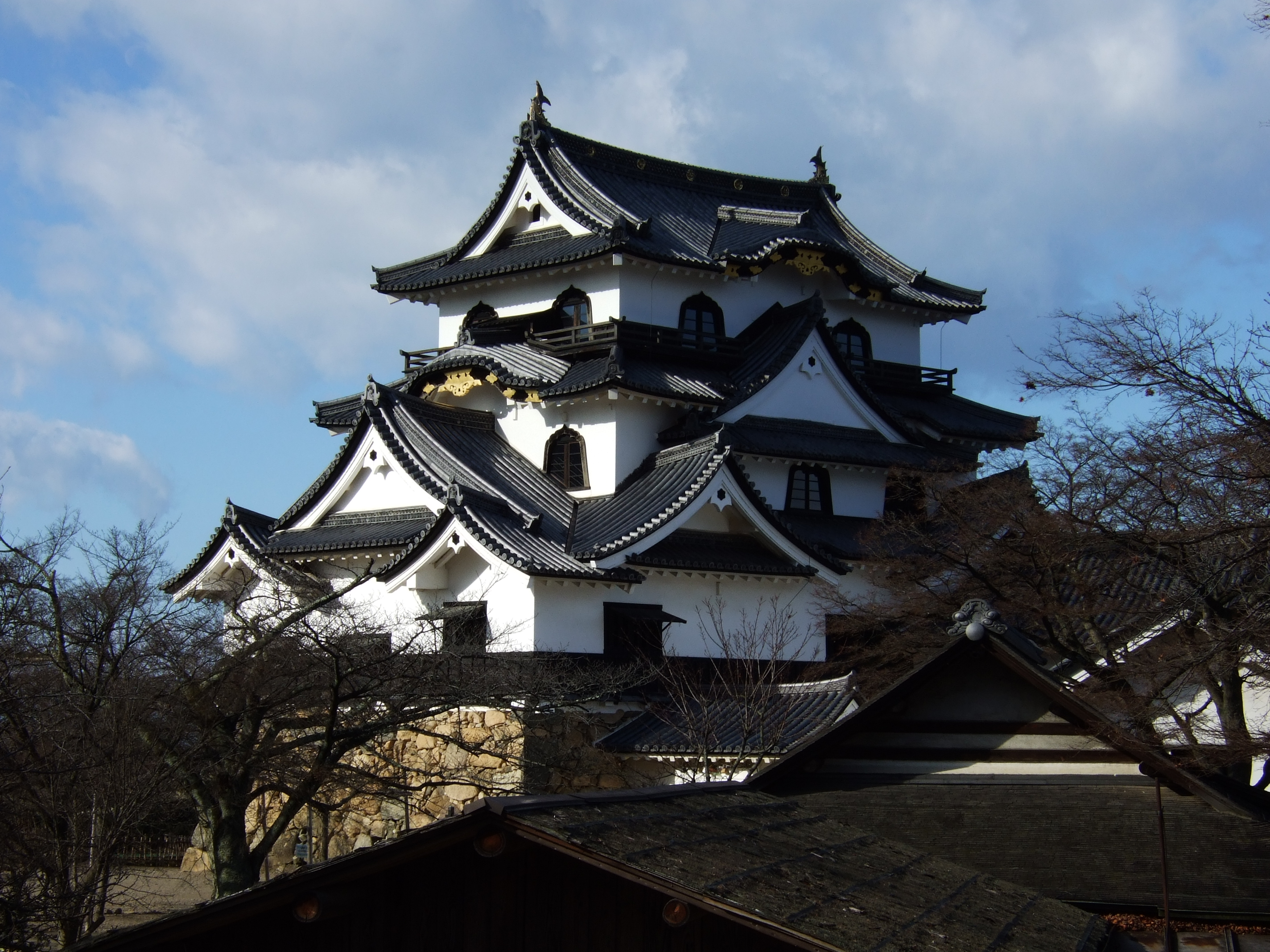
彦根城天守

彦根橘

- 1622年（元和8年）築城 - 1874年（明治7年）廃城
- 天守建造年：1606年（慶長11年）
- 大名分類：譜代 石高：23万石
- 築城者：井伊直継
- 主な改修者：なし
- 代表紋章：「彦根橘（ひこねたちばな）」
- 文化財指定：特別史跡、国宝2棟・重要文化財5棟
- その他指定：日本の歴史公園100選、日本100名城（50番）、美しい日本の歴史的風土100選

複合式望楼型3重3階地下1階の天守で、幕府の普請（天下普請）による。飾り外廻縁と高欄を持ち、切妻破風、入母屋破風、千鳥破風、唐破風が組み合った、複雑な構造美と輪郭の荘厳な景観の意匠となっている。また、文禄・慶長の役の際に朝鮮半島に造られた倭城にも見られる「登り石垣（竪石垣）」や大名庭園「玄宮園」も現存する。

### 姫路城
- 兵庫県姫路市

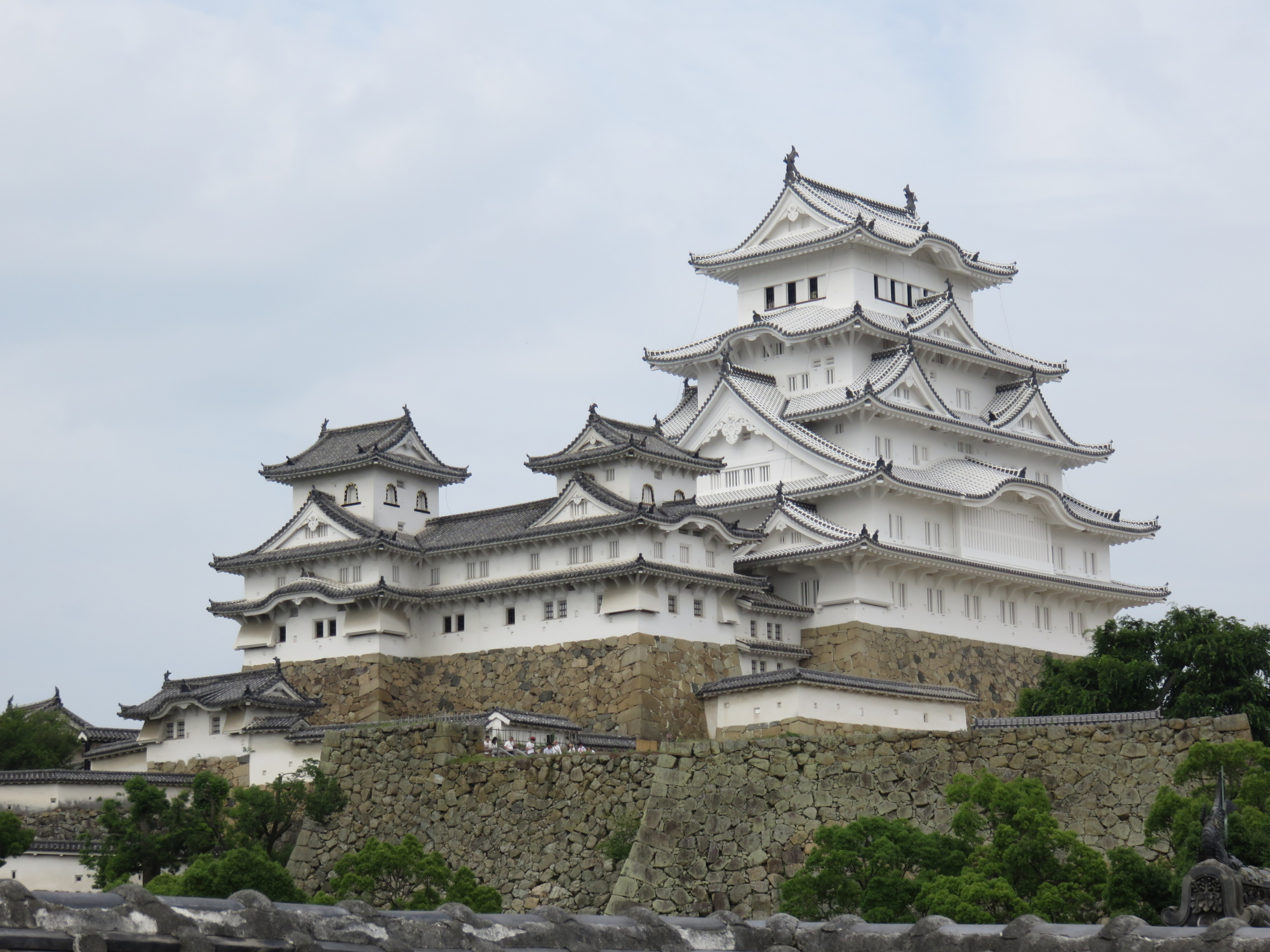
姫路城天守

揚羽蝶

- 1346年（正平元年/貞和2年）築城 - 1871年（明治4年）廃城
- 天守建造年：1601年（慶長6年）
- 大名分類：譜代 石高：15万石
- 築城者：赤松貞範
- 主な改修者：黒田孝高、豊臣秀吉、池田輝政
- 代表紋章：「揚羽蝶（あげはちょう）」
- 文化財指定：特別史跡、国宝8棟、重要文化財74棟
- その他指定：世界遺産、日本さくら名所100選、日本の歴史公園100選、日本100名城（59番）、美しい日本の歴史的風土100選

望楼型5重6階地下1階の大天守と3重の小天守3基を2重の多聞櫓で連結させた連立式の天守で、日本国内最大の現存天守である。白漆喰で塗られた白亜の外壁と屋根や破風の構成美の上、見る方向により異なった趣となる連立式であり、また桃山後期から江戸初期当時の作事（建築）の技を現代に伝える代表的な城郭と言われている。また、「現存12天守」で唯一、天守内に神社（長壁神社）と厠がある。

### 松江城
- 島根県松江市

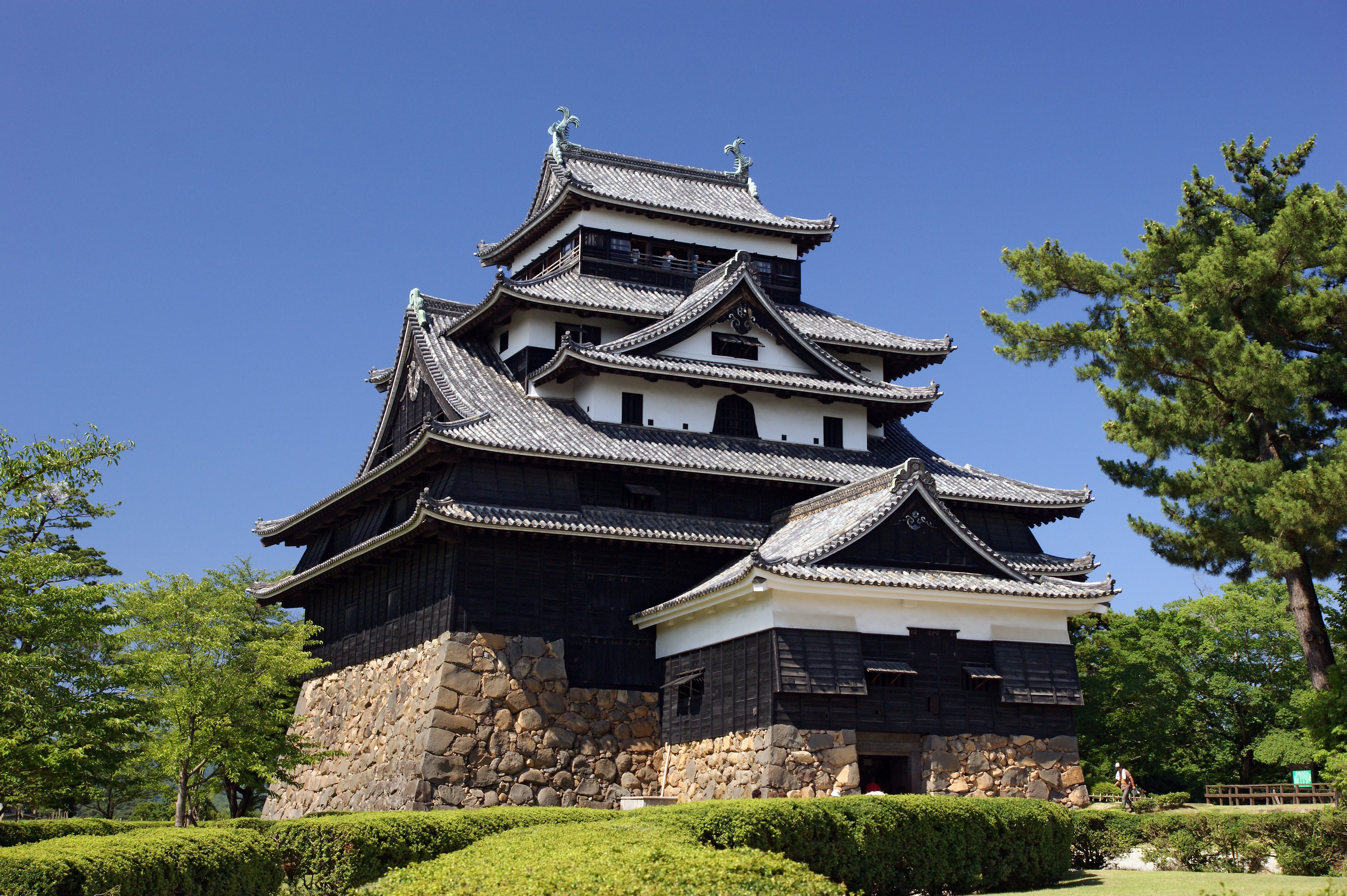
松江城天守

六つ目結

- 1611年（慶長16年）築城 - 1871年（明治4年）廃城
- 天守建造年：1607年（慶長12年）
- 大名分類：親藩 石高：18万6000石
- 築城者：堀尾吉晴
- 主な改修者：京極忠高
- 代表紋章：「六つ目結（むつめゆい）」
- 文化財指定：史跡、国宝1棟
- その他指定：日本さくら名所100選、日本の歴史公園100選、日本100名城（64番）、美しい日本の歴史的風土100選

複合式望楼型5重6階の天守で、内部に井戸がある唯一の現存天守。外装は黒い下見板張りで、最上階には内廻縁と高欄を有し、鯱は木造銅板張である。2階に付けられた石落としなどの装備の点でも極めて実戦的な造りであり、漆黒の武骨荘重な意匠となっている。

### 備中松山城
- 岡山県高梁市

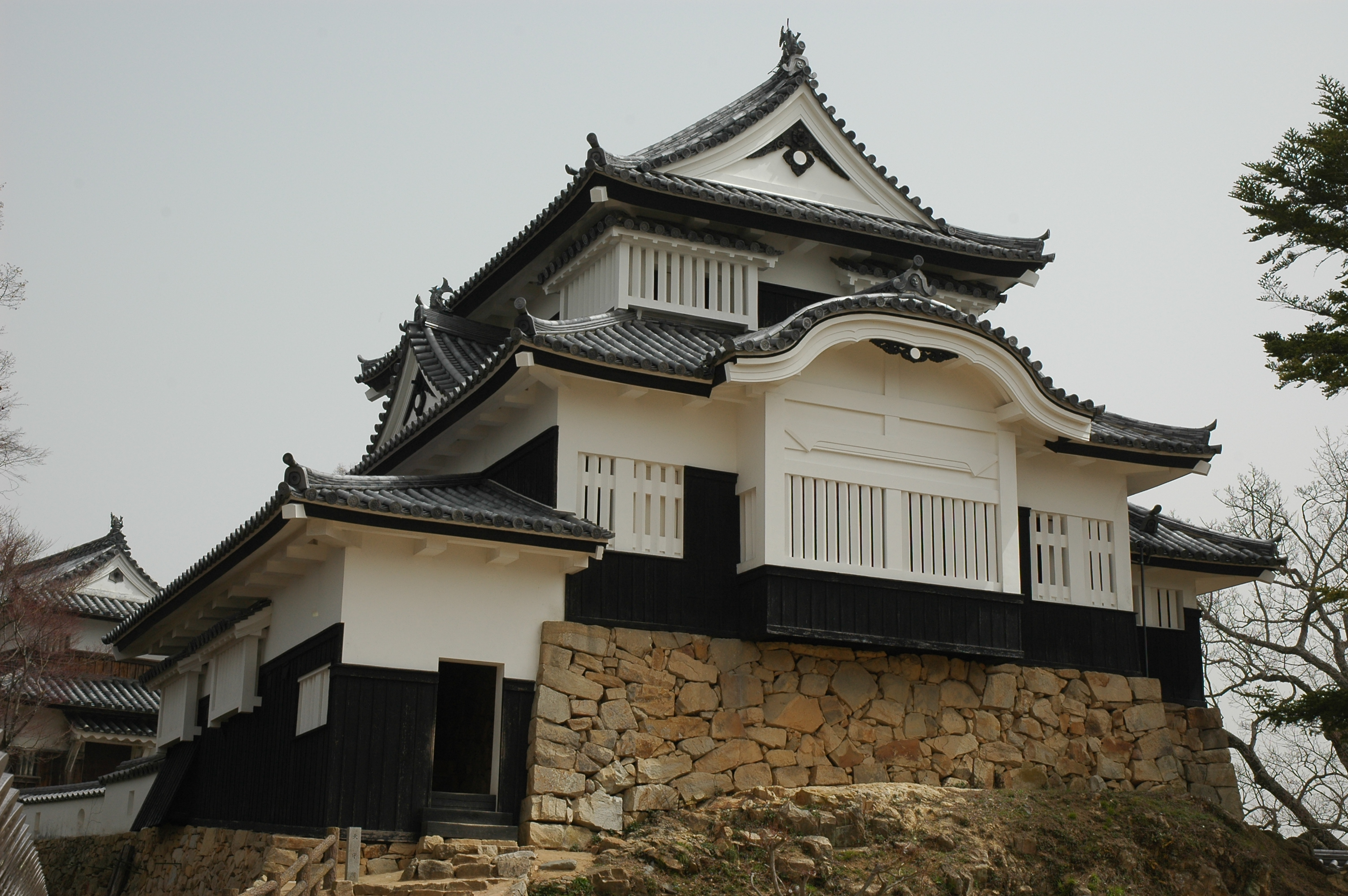
備中松山城天守

左三つ巴

- 1240年（仁治元年）築城 - 1874年（明治7年）廃城
- 天守建造年：1681年（天和元年）
- 大名分類：譜代 石高：5万石
- 築城者：秋庭重信
- 主な改修者：三村元親、水谷勝宗
- 代表紋章：「左三つ巴（ひだりみつともえ）」
- 文化財指定：史跡、重要文化財3棟
- その他指定：日本100名城（68番）、美しい日本の歴史的風土100選

渡櫓は失ってはいるが、複合式層塔型2重2階の天守で、現存天守の中では最も規模が小さい（高さ約11メートル）。現存建築の残る山城の遺構としては、備中松山城の例のみである。天守1階に囲炉裏が現存し、外観は、唐破風出窓や最上階の出格子の窓などにより重厚な意匠を醸し出している。

### 丸亀城
- 香川県丸亀市

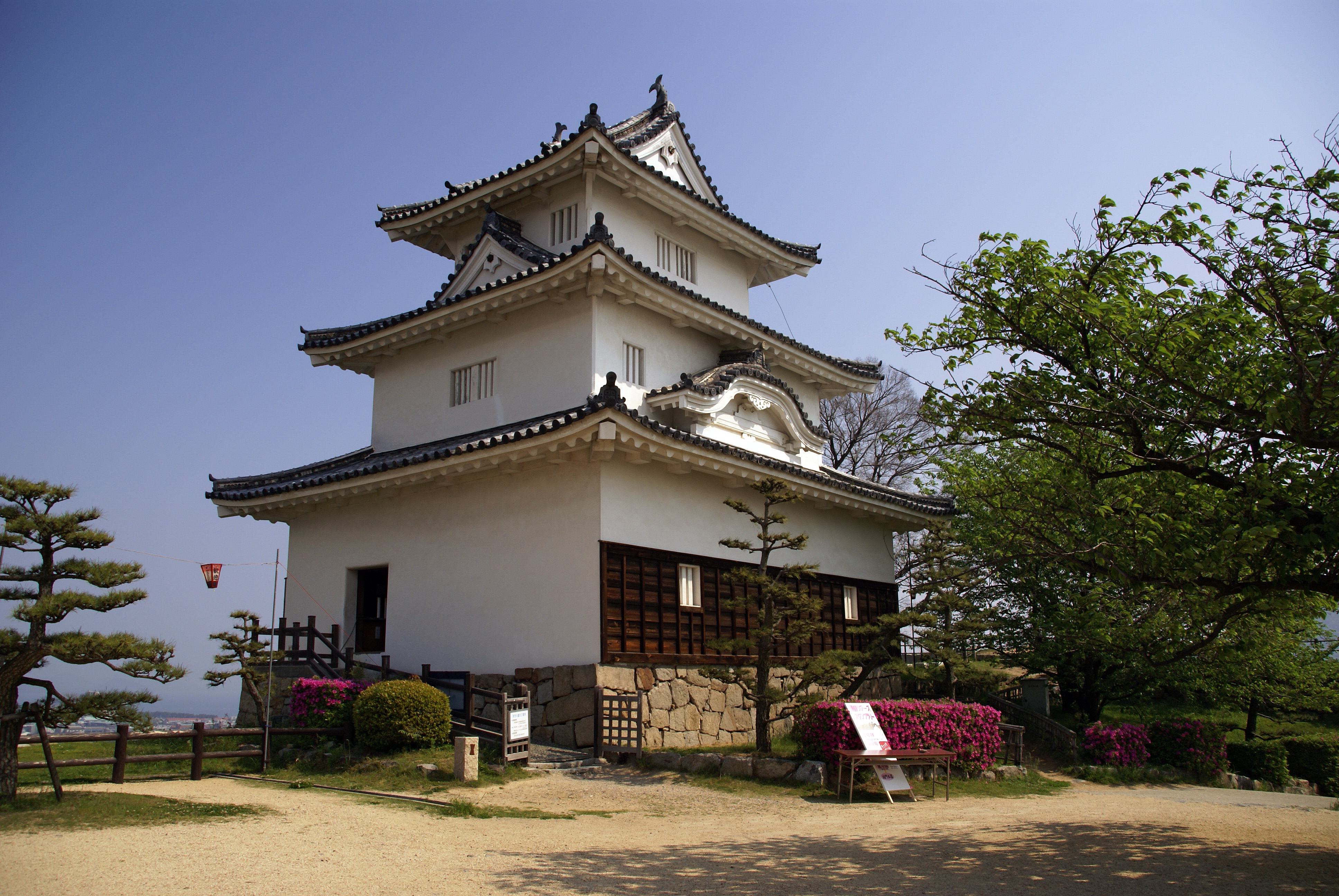
丸亀城天守

四つ目結

- （室町初期）1597年（慶長2年）築城 - 1871年（明治4年）廃城
- 天守建造年：1660年（万治3年）
- 大名分類：外様 石高：5万1500石
- 築城者：（奈良元安）生駒親正
- 主な改修者：山崎家治、京極高和
- 代表紋章：「四つ目結（よつめゆい）」
- 文化財指定：史跡、重要文化財3棟
- その他指定：日本の歴史公園100選、日本100名城（78番）

独立式層塔型3重3階の天守で、高さは約14.5メートルと弘前城天守（高さ約14.4メートル）の次に低い三重天守であるが、総高66メートルある総石垣の城の頂上に建てられている。一国一城令により廃城になったが、1660年（万治3年）に「御三階櫓」として建造された。最上重の屋根は平側面（南北面）に入母屋屋根の妻側を向け2重目の北面に向唐破風を一つ付けた外観は建物を大きく見せるためと見た目を重視したためである。

### 松山城
- 愛媛県松山市

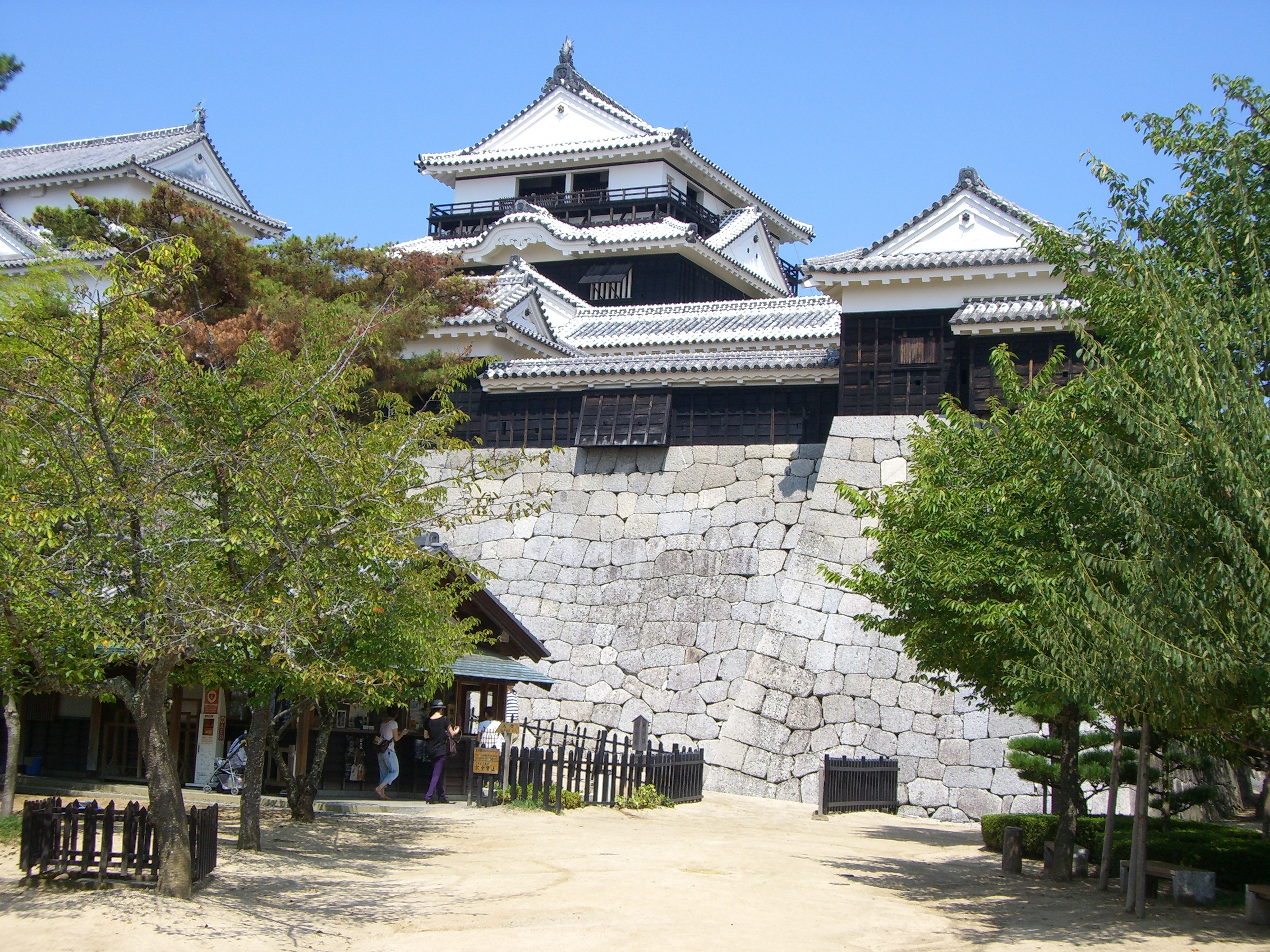
松山城天守

丸に三つ葉葵

- 1602年（慶長7年）築城 - 1873年（明治6年）廃城
- 天守建造年：1852年（嘉永5年）
- 大名分類：親藩 石高：15万石
- 築城者：加藤嘉明
- 主な改修者：松平勝善
- 代表紋章：「丸に三つ葉葵（まるにみつばあおい）」
- 文化財指定：史跡、重要文化財21棟
- その他指定：日本さくら名所100選、日本の歴史公園100選、日本100名城（81番）、美しい日本の歴史的風土100選

層塔型3重3階地下1階の大天守と2重の小天守1基、2重櫓2基を多聞櫓で連結した連立式の天守で、平山城の比高において最も高い位置にある現存天守（標高約160メートル）である。天守丸の上に築かれた構造の天守は、黒船来航の翌年、将軍徳川家とゆかりのある松平家により復興されたもので、「現存12天守」で唯一、築城主として「葵の御紋」が付されており、また日本では最も新しい日本式城郭建築の天守である。1重・2重を下見板張り、3重目は白漆喰の塗られた外壁に飾りの外廻縁と高欄が付けられている。大天守各階は天井が張られ「床の間」が設けられている。また、「登り石垣（竪石垣）」や登城のための「城山索道」がある。また、愛媛県は現存天守が複数（2ヶ所）ある唯一の都道府県である。

### 宇和島城
- 愛媛県宇和島市

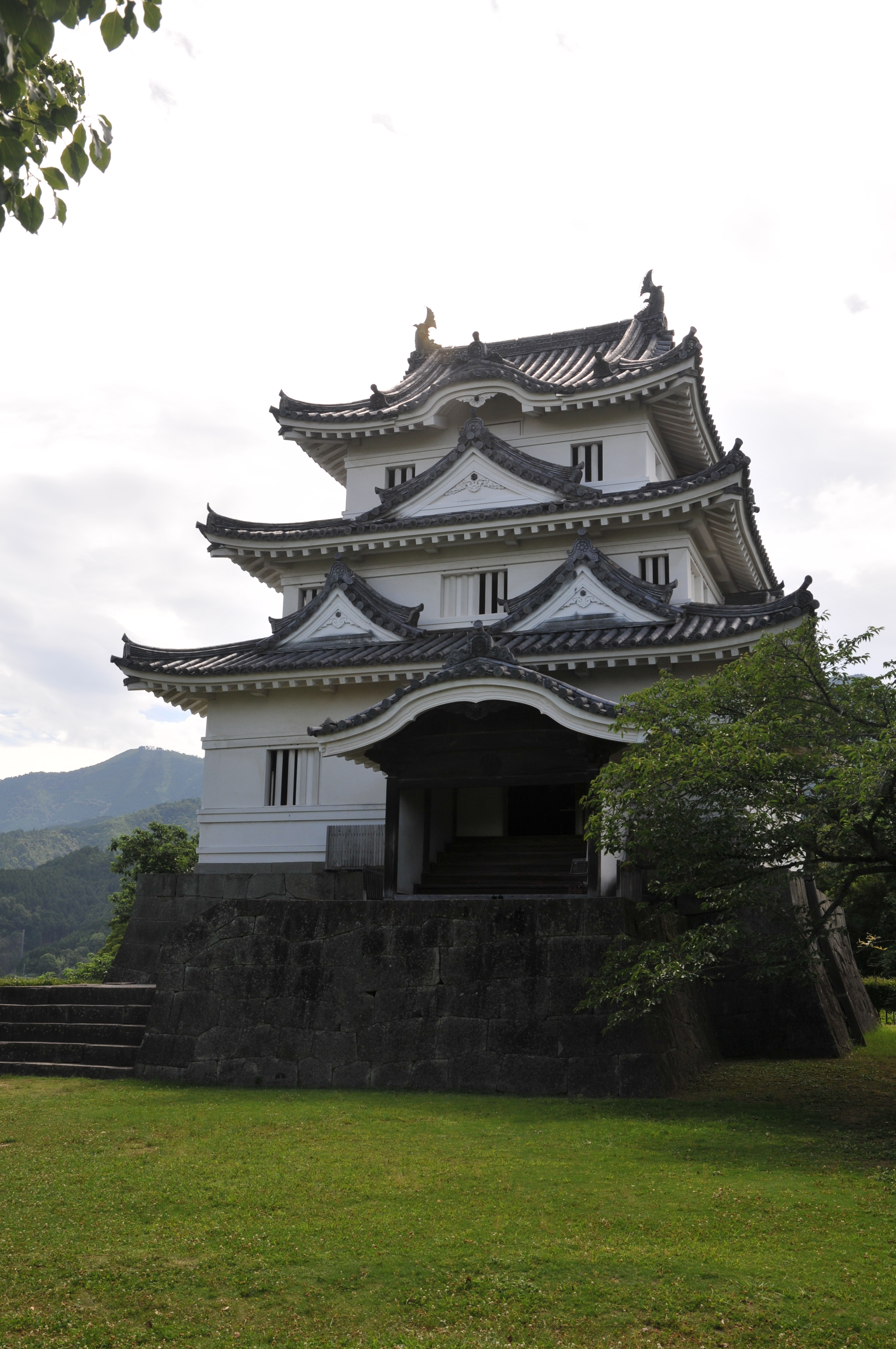
宇和島城天守

宇和島笹

- 941年（天慶4年）築城 - 1871年（明治4年）廃城
- 天守建造年：1666年（寛文6年）
- 大名分類：外様 石高：10万石
- 築城者：橘遠保?
- 主な改修者：藤堂高虎、伊達宗利
- 代表紋章：「宇和島笹（うわじまざさ）」
- 文化財指定：史跡、重要文化財1棟
- その他指定：日本の歴史公園100選（2次）、日本100名城（83番）

独立式層塔型3重3階の天守で、日本最南・最西端にある現存天守。白漆喰の塗られた外壁や破風と屋根・青銅製の鯱などの調和がよく取れた意匠である。また、「現存12天守」の中で、唯一、城内に障子建具が残っている。大名庭園である「天赦園」も現存している。

### 高知城
- 高知県高知市

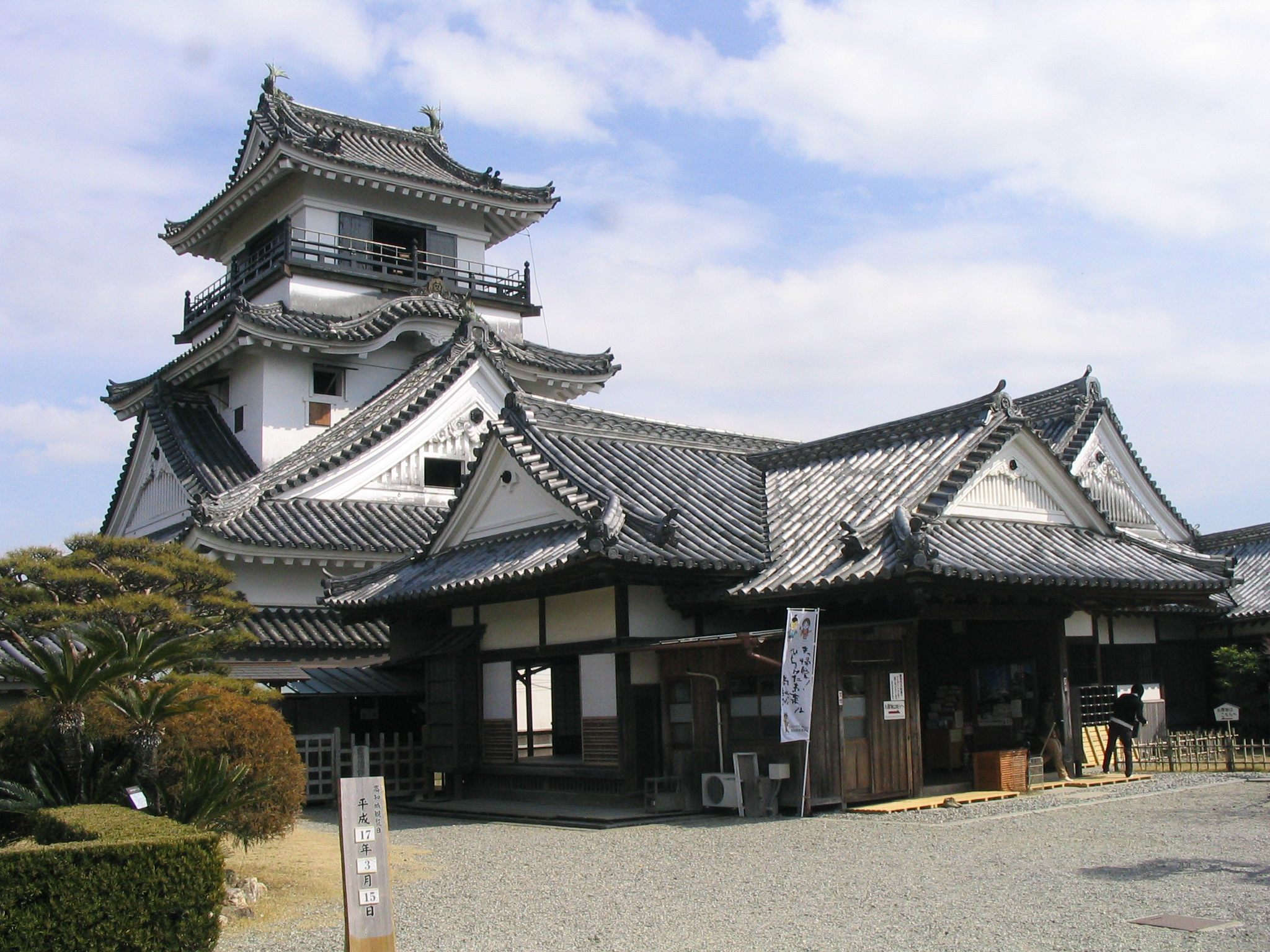
高知城天守

丸に細三つ柏・土佐柏

- 1603年（慶長8年）築城 - 1871年（明治4年）廃城
- 天守建造年：1747年（延享4年）
- 大名分類：外様 石高：24万石
- 築城者：山内一豊
- 主な改修者：山内豊敷
- 代表紋章：「丸に細三つ柏・土佐柏（まるにほそみつかしわ・とさかしわ）」
- 文化財指定：史跡、重要文化財15棟
- その他指定：日本の歴史公園100選、日本100名城（84番）

独立式望楼型4重6階の天守で、天守台がなく本丸御殿（現存）に入口がある現存天守。1747年（延久4年）に再建されたものであるが白漆喰で塗られた外壁に、2重目の大入母屋や千鳥破風、軒唐破風、実用的な外廻縁と擬宝珠高欄や大きな引戸が付けられた古式で開放的な意匠である。最上重屋根大棟上と2重目大入母屋屋根の大棟上には青銅製の鯱があげられている。